# Luise Greuel
Luise Greuel (* 1961) ist eine deutsche Psychologin und seit 2009 Rektorin der Hochschule für Öffentliche Verwaltung Bremen (HfÖV). Forschungsschwerpunkt Greuels ist Rechtspsychologie.

## Leben
Von 1979 bis 1985 studierte Luise Greuel Psychologie an der Rheinischen Friedrich-Wilhelms-Universität Bonn und schloss das Studium mit dem Diplom ab. 1986 bis 1993 war sie dann zunächst als Wissenschaftliche Mitarbeiterin und dann als Assistentin an der Universität in Bonn tätig. Hierbei war sie unter anderem an der Entwicklung und Implementation des Curriculums für Rechtspsychologie im Studiengang Psychologie beteiligt. Seit 1986 war sie als forensisch-psychologische Sachverständige tätig vor verschiedenen Gerichten. Unter anderem war sie hierbei tätig als Sachverständige im Kachelmann-Prozess (2010/2011). 1992 promovierte Greuel an der Universität Bonn zum Thema Polizeiliche Vernehmung vergewaltigter Frauen. 1994/1995 war sie Vertretungsprofessorin für Klinische und Rechtspsychologie an der Universität Hannover. Es folgte 1995 bis 2000 eine Tätigkeit als Wissenschaftliche Assistentin an der Universität Bremen. Während der Zeit war Luise Greuel Projektleiterin des DFG-Modellprojekts Rechtspsychologie als Anwendungsfach im Diplom-Studiengang Psychologie und befasste sich mit der Studiengangsentwicklung und -implementation. 1997 wurde sie an der Virginia School of Polygraph als Polygraphie-Sachverständige zertifiziert. 2000 bis 2002 war sie als Dozentin an der Universität Bremen tätig und habilitierte zum Thema Wirklichkeit – Erinnerung – Aussage. 2002 wurde sie als Professorin an die Hochschule für Öffentliche Verwaltung Bremen berufen. Sie befasste sich dort unter anderem mit Projektleitung Neustrukturierung der polizeilichen Ausbildung (Bachelor) und der Einführung des Bachelor-Studiengangs Risiko- und Sicherheitsmanagement (RSM). 2002 bis 2009 war sie Leiterin des Instituts für Polizei- und Sicherheitsforschung (IPoS) und 2004 bis 2005 Gutachterin für die Deutsche Psychologen Akademie im Zertifizierungsverfahren für die Anerkennung zum Fachpsychologen für Rechtspsychologie. 2009 wurde sie dann Rektorin Hochschule für Öffentliche Verwaltung Bremen.

## Werke
- Luise Greuel, Axel Petermann (Hrsg.): Macht - Nähe - Gewalt (?): Sexuelle Gewalt- und Tötungsdelikte im sozialen Nahraum. Dustri-Verlag, Oberhaching 2007.
- Luise Greuel, Axel Petermann (Hrsg.): Macht - Fantasie - Gewalt (?): Täterfantasien und Täterverhalten in Fällen von (sexueller) Gewalt. Dustri-Verlag, Oberhaching 2006.
- Luise Greuel, Susanne Offe, Agnes Fabian (Hrsg.): Glaubhaftigkeit der Zeugenaussage: Theorie und Praxis der forensisch-psychologischen Begutachtung Theorie und Praxis der forensisch-psychologischen Begutachtung. Psychologie-Verlags-Union, Beltz Verlag, Weinheim 1998.
- Luise Greuel, Susanne Offe, Michael Stadler: Psychologie der Zeugenaussage. Ergebnisse der rechtspsychologischen Forschung. Psychologie-Verlags-Union, Beltz Verlag, Weinheim 1997.
- Luise Greuel: Polizeiliche Vernehmung vergewaltigter Frauen. Fortschritte der psychologischen Forschung. Psychologie-Verlags-Union, Beltz Verlag, Weinheim 1992.